# Озарје
Озарје је реч којом се назива светлост која ноћу обасјава Месец са Земље. Овде се, наравно, мисли на ноћ која влада на делу оне стране Месеца која није обасјана Сунчевом светлошћу а окренута је ка Земљи чија је површина макар делимично обасјана Сунчевом светлошћу.
Реч озарје је настала тако што су дневне новине под називом "Вечерње Новости" из Београда 1969. године поводом слетања мисије Аполо 11 на површину Месеца, у оквиру сталне рубрике „Летимо на Месец“, објавиле наградну игру којом се читаоци позивају да предложе назив за горенаведену светлост. На адресу Вечерњих Новости је стигло више хиљада писама са предлозима. Победио је предлог Новака Ројевића, инжењера грађевине и војног картографа из Карловца у тадашњој Југославији. Одлуку о победнику је донела комисија коју су чинили књижевници Мирослав Антић, Александар Поповић, Божидар Тимотијевић и Александар Вучо, као и члан редакције Љерка Сабић.